# 冷蕨
冷蕨（学名：Cystopteris fragilis），为蹄盖蕨科冷蕨属下的一个植物种。